# Czernica
Czernica (in tedesco Tschirne) è un comune rurale polacco del distretto di Breslavia, nel voivodato della Bassa Slesia.
Ricopre una superficie di 84,18 km² e nel 2004 contava 8 783 abitanti.